# Kamen Rider: Heisei Generations Forever
Kamen Rider Heisei Generations Forever (仮面ライダー平成ジェネレーションズ FOREVER Kamen Raidā Heisei Jenerēshonzu Fōebā). Là bộ phim crossover giữa Kamen Rider Zi-O và Kamen Rider Build, là phần thứ 3 trong chuỗi phim Generations. Có sự góp mặt của dàn diễn viên trong Kamen Rider Den-O và Kamen Rider W cùng một số diễn viên trong Kamen Rider Series khác làm khách mời. Bộ phim ra rạp vào 22/12/2018. Đây là bộ phim cuối cùng của Heisei Rider.

## Nội dung
Sougo Tokiwa/Kamen Rider Zi-O và Sento Kiryū/Kamen Rider Build phải đối đầu với Tid một super time-jacker có ý định xóa sổ toàn bộ lịch sử của Heisei Rider.

## Diễn viên
Zi-O
- Sougo Tokiwa (常磐 ソウゴ Tokiwa Sōgo?): So Okuno (奥野 壮 Okuno Sō?)
- Geiz Myokoin (明光院 ゲイツ Myōkōin Geitsu?): Gaku Oshida (押田 岳 Oshida Gaku?)
- Tsukuyomi (ツクヨミ?): Shieri Ohata (大幡 しえり Ōhata Shieri?)
- Woz (ウォズ Wozu?): Keisuke Watanabe (渡邊 圭祐 Watanabe Keisuke?)
- Junichirō Tokiwa (常磐 順一郎 Tokiwa Jun'ichirō?): Katsuhisa Namase (生瀬 勝久 Namase Katsuhisa?)
- Owada (小和田?): Reo Suzuki (鈴木 励和 Suzuki Reo?)
- Classmate: Souryu Nishi (西 蒼竜 Nishi Sōryū?)

Build
- Sento Kiryū (桐生 戦兎 Kiryū Sento?): Atsuhiro Inukai (犬飼 貴丈 Inukai Atsuhiro?)
- Ryūga Banjō (万丈 龍我 Banjō Ryūga?): Eiji Akaso (赤楚 衛二 Akaso Eiji?)
- Misora Isurugi (石動 美空 Isurugi Misora?): Kaho Takada (高田 夏帆 Takada Kaho?)
- Kazumi Sawatari (猿渡 一海 Sawatari Kazumi?): Kouhei Takeda (武田 航平 Takeda Kōhei?)
- Gentoku Himuro (氷室 幻徳 Himuro Gentoku?): Kensei Mikami (水上 剣星 Mikami Kensei?)

khách mời
- Ryotaro Nogami (野上 良太郎 Nogami Ryōtarō?): Takeru Satoh (佐藤 健 Satō Takeru?)
- Owner (オーナー Ōnā?): Kenjirō Ishimaru (石丸 謙二郎 Ishimaru Kenjirō?)
- Master of Fumen (風麺マスター Fūmen Masutā?): Hiroshi Doki (道木 広志 Dōki Hiroshi?)

Heisei Generations Forever
- Ataru Hisanaga (久永 アタル Hisanaga Ataru?): Nayuta Fukuzaki (福崎 那由他 Fukuzaki Nayuta?)
- Shingo Hisanaga (久永 シンゴ Hisanaga Shingo?): Taiyo Saito (斎藤 汰鷹 Saitō Taiyō?)
- Tid (ティード Tīdo?): Shunsuke Daitō (大東 駿介 Daitō Shunsuke?)
- Ataru's father: Hiroaki Nakagawa (中川 ひろあき Nakagawa Hiroaki?)
- Ataru's mother: Erina Takata (高田 衿奈 Takata Erina?)
- Young Ataru: Yuugen Okamoto (岡本 夕弦 Okamoto Yūgen?)
- Futaros (フータロス Fūtarosu?): Kenichi Takitō (滝藤 賢一 Takitō Ken'ichi?)
- Momotaros (モモタロス Momotarosu?): Toshihiko Seki (関 俊彦 Seki Toshihiko?)
- Urataros (ウラタロス Uratarosu?): Kōji Yusa (遊佐 浩二 Yusa Kōji?)
- Kintaros (キンタロス Kintarosu?): Masaki Terasoma (てらそま まさき Terasoma Masaki?)
- Ryutaros (リュウタロス Ryūtarosu?): Kenichi Suzumura (鈴村 健一 Suzumura Ken'ichi?)
- Another Double (アナザーW Anazā Daburu?): Kentarō Itō (伊藤 健太郎 Itō Kentarō?)
- Kamen Rider Agito (仮面ライダーアギト Kamen Raidā Agito?): Toshiki Kashu (賀集 利樹 Kashū Toshiki?)[3]
- Kamen Rider Ryuki (仮面ライダー龍騎 Kamen Raidā Ryūki?): Takamasa Suga (須賀 貴匡 Suga Takamasa?)[3]
- Kamen Rider Decade (仮面ライダーディケイド Kamen Raidā Dikeido?): Masahiro Inoue (井上 正大 Inoue Masahiro?)[3]
- Kamen Rider Ghost (仮面ライダーゴースト Kamen Raidā Gōsuto?): Shun Nishime (西銘 駿 Nishime Shun?)[3]

## Âm nhạc
- "Kamen Rider Heisei Generations Forever Medley D.A. Re-Build Mix" (仮面ライダー平成ジェネレーションズFOREVER メドレー D.A. RE-BUILD MIX Kamen Raidā Heisei Jenerēshonzu Fōebā Medorē Dī Ē Ribirudo Mikkusu?)
  - Arrangement: Daisuke Asakura

A medley of the opening theme songs from all 20 Heisei Kamen Rider television series from Kamen Rider Kuuga to Kamen Rider Zi-O.